# Santovenia
Santovenia è un comune spagnolo di 392 abitanti situato nella comunità autonoma di Castiglia e León.